# 整個八月
整個八月，是臺灣男歌手兼唱作人張宇的第六張專輯，在1997年正式發行。
1997年－【整個八月】由喜得製作，EMI發行。  
- 01.整個八月

- 02.不過少個人來愛

- 03.千金難買

- 04.末路愛情

- 05.情歌歹寫

- 06.拱手讓他

- 07.男人的好

- 08.愛過境遷

- 09.寫錯歌了

- 10.你應該對我說謊

## 所獲獎項
- 1997 馬來西亞"動感321中文音樂頒獎典禮"《最佳演繹男歌手》
- "動感321中文音樂頒獎典禮"最佳專輯-『整個八月』
- "動感321中文音樂頒獎典禮"十大國語金曲-『整個八月』